# Crise du Spoutnik

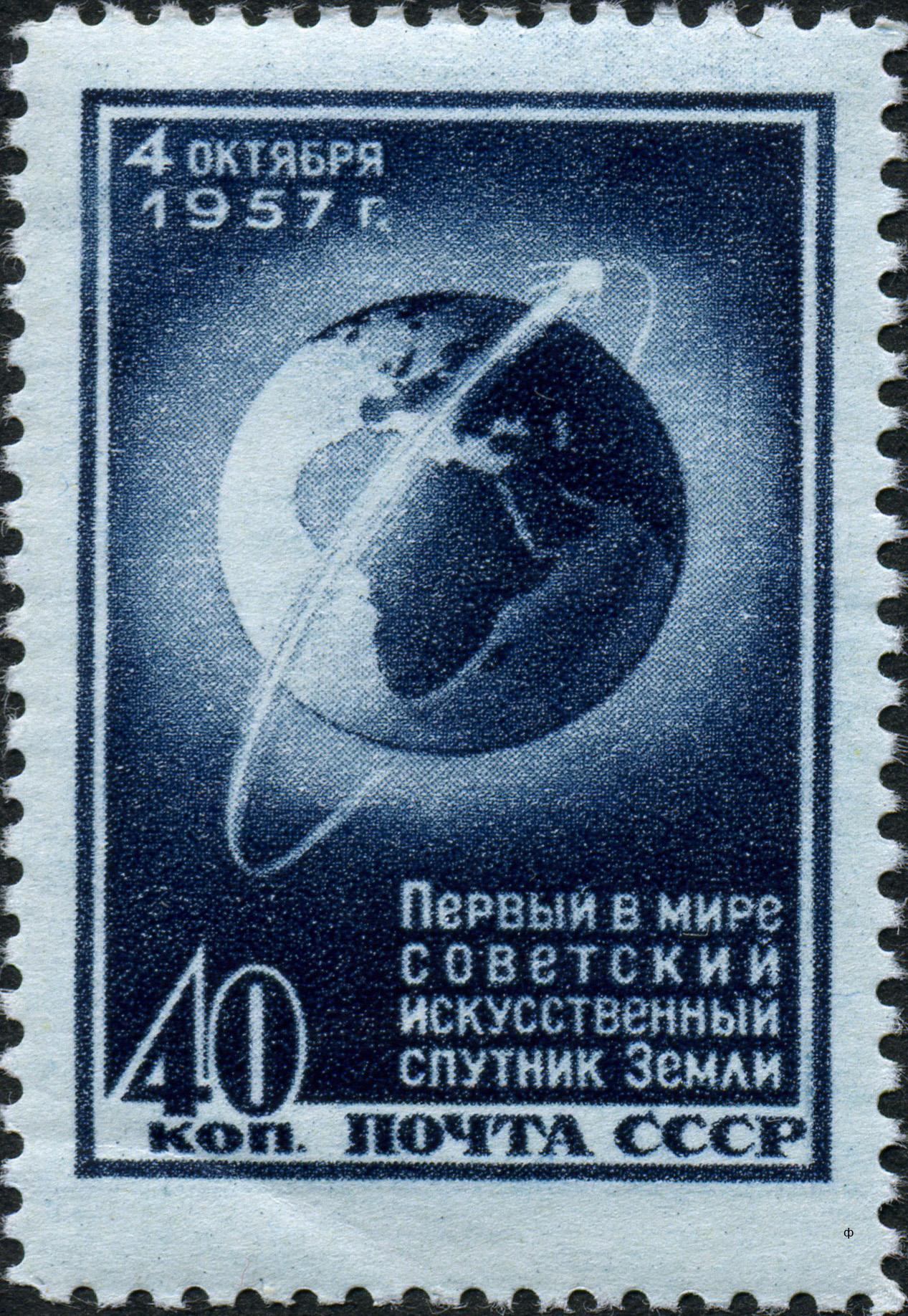
Timbre soviétique symbolisant l'événement.

La crise du Spoutnik est un jalon de la guerre froide qui débute le 4 octobre 1957 lorsque l'URSS met pour la première fois en orbite un satellite, Spoutnik 1, soulignant ainsi son avance technologique par rapport aux États-Unis et initiant une période de peur et d'inquiétude du public du bloc de l'Ouest. Les États-Unis sont la puissance mondiale dominante depuis la fin de la Seconde Guerre mondiale grâce à leur avantage en matière de capacité nucléaire. Or, si l'URSS peut lancer un satellite, cela signifie qu'elle pourrait lancer une ogive nucléaire capable de parcourir des distances intercontinentales et d'atteindre les États-Unis, un territoire qui n'a jamais été menacé du fait de son éloignement des guerres européennes et devient soudain vulnérable.
Les médias américains rapportent l'inquiétude du public et contribuent à créer une ambiance d'hystérie, exagérant le danger des satellites soviétiques. L'écrivain de science-fiction et scientifique Arthur C. Clarke déclare le 9 octobre 1957 que le jour où Spoutnik a tourné autour de la Terre, les États-Unis sont devenus une puissance de second ordre. Des conseillers à la sécurité nationale surestiment également la puissance des lanceurs soviétiques, alarmant une partie du Congrès et du pouvoir exécutif.
Un mois plus tard, le 3 novembre 1957, les Soviétiques mettent pour la première fois un être vivant sur orbite, la chienne Laïka, dans leur deuxième satellite Spoutnik 2. 
Ces innovations spatiales, associées à la découverte que l'Union soviétique forme deux à trois fois plus de scientifiques que les États-Unis, incitent le président Eisenhower à signer le 29 juillet 1958 le National Aeronautics and Space Act, créant la NASA. Par ailleurs, les budgets consacrés à la recherche scientifique, au développement, à l'éducation et à la sécurité nationale sont augmentés considérablement. Des enquêtes ultérieures sur l'opinion publique révèlent que cette panique concernait plus l'élite du pays que l'ensemble de la population.